# NGC 7093
NGC 7093 ist ein Asterismus im Sternbild Cygnus. Er wurde am 19. September 1829 von John Herschel entdeckt.